# روموي (هوكايدو)
مدينة روموي (بالإنجليزية: Rumoi)‏ هي أحد المدن التابعة لمحافظة هوكايدو. تأسست رسميًا في 01/10/1947. ويقدر عدد سكانها بـ 24036 نسمة حسب تقدير مكتب الإحصاء الياباني لعام 2012. تبلغ مساحة روموي 297.44 كم2. بكثافة سكانية تبلغ 80.8 نسمة/كم2.

## المناخ
يظهر الجدول التالي التغييرات المناخية على مدار السنة لروموي:
| البيانات المناخية لـروموي          | البيانات المناخية لـروموي | البيانات المناخية لـروموي | البيانات المناخية لـروموي | البيانات المناخية لـروموي | البيانات المناخية لـروموي | البيانات المناخية لـروموي | البيانات المناخية لـروموي | البيانات المناخية لـروموي | البيانات المناخية لـروموي | البيانات المناخية لـروموي | البيانات المناخية لـروموي | البيانات المناخية لـروموي | البيانات المناخية لـروموي |
| الشهر                              | يناير                     | فبراير                    | مارس                      | أبريل                     | مايو                      | يونيو                     | يوليو                     | أغسطس                     | سبتمبر                    | أكتوبر                    | نوفمبر                    | ديسمبر                    | المعدل السنوي             |
| ---------------------------------- | ------------------------- | ------------------------- | ------------------------- | ------------------------- | ------------------------- | ------------------------- | ------------------------- | ------------------------- | ------------------------- | ------------------------- | ------------------------- | ------------------------- | ------------------------- |
| متوسط درجة الحرارة الكبرى °م (°ف)  | −1.9 (28.6)               | −1.5 (29.3)               | 2.4 (36.3)                | 9.2 (48.6)                | 14.9 (58.8)               | 18.5 (65.3)               | 22.6 (72.7)               | 24.4 (75.9)               | 20.6 (69.1)               | 14.5 (58.1)               | 7.3 (45.1)                | 1.3 (34.3)                | 11.0 (51.8)               |
| المتوسط اليومي °م (°ف)             | −5.1 (22.8)               | −4.9 (23.2)               | −0.9 (30.4)               | 5.2 (41.4)                | 10.5 (50.9)               | 14.7 (58.5)               | 19.0 (66.2)               | 20.6 (69.1)               | 16.3 (61.3)               | 10.3 (50.5)               | 3.9 (39.0)                | −1.6 (29.1)               | 7.3 (45.2)                |
| متوسط درجة الحرارة الصغرى °م (°ف)  | −8.8 (16.2)               | −8.9 (16.0)               | −4.7 (23.5)               | 1.3 (34.3)                | 6.3 (43.3)                | 11.3 (52.3)               | 16.0 (60.8)               | 17.3 (63.1)               | 12.1 (53.8)               | 6.0 (42.8)                | 0.6 (33.1)                | −4.6 (23.7)               | 3.7 (38.6)                |
| الهطول مم (إنش)                    | 108.8 (4.28)              | 76.7 (3.02)               | 61.0 (2.40)               | 53.3 (2.10)               | 60.9 (2.40)               | 66.0 (2.60)               | 94.1 (3.70)               | 148.4 (5.84)              | 147.1 (5.79)              | 142.3 (5.60)              | 144.0 (5.67)              | 136.7 (5.38)              | 1٬239٫3 (48.78)           |
| متوسط تساقط الثلوج سم (إنش)        | 150 (59)                  | 103 (41)                  | 57 (22)                   | 6 (2.4)                   | 0 (0)                     | 0 (0)                     | 0 (0)                     | 0 (0)                     | 0 (0)                     | 1 (0.4)                   | 36 (14)                   | 126 (50)                  | 479 (188.8)               |
| متوسط أيام هطول الأمطار (≥ 1.0 mm) | 21.4                      | 17.1                      | 14.2                      | 9.1                       | 9.5                       | 8.7                       | 8.9                       | 10.0                      | 12.7                      | 15.6                      | 19.4                      | 22.4                      | 169                       |
| متوسط الأيام المثلجة               | 28.0                      | 24.1                      | 23.5                      | 6.8                       | 0.3                       | 0                         | 0                         | 0                         | 0                         | 1.9                       | 14.9                      | 26.6                      | 126.1                     |
| متوسط الرطوبة النسبية (%)          | 77                        | 76                        | 73                        | 71                        | 74                        | 82                        | 83                        | 83                        | 78                        | 73                        | 73                        | 77                        | 77                        |
| ساعات سطوع الشمس الشهرية           | 50.6                      | 76.6                      | 141.2                     | 170.8                     | 190.4                     | 181.9                     | 172.7                     | 172.5                     | 174.7                     | 130.1                     | 53.5                      | 30.2                      | 1٬545٫2                   |
| نسبة وصول أشعة الشمس               | 18                        | 26                        | 39                        | 43                        | 42                        | 40                        | 37                        | 40                        | 47                        | 38                        | 19                        | 11                        | 35                        |
| المصدر: NOAA (1961–1990)           |                           |                           |                           |                           |                           |                           |                           |                           |                           |                           |                           |                           |                           |

## توأمة
لروموي (هوكايدو) اتفاقيات توأمة مع:
- أولان-أودي (1972 - )[5]

## أعلام
- موريو أغاتا
- كويتشي موريتا